# NK Kočevje
| Radovi u tijeku! |
| Jedan vrijedni suradnik upravo radi na ovom članku! Mole se ostali suradnici da NE UREĐUJU članak dok je ova obavijest prisutna. Koristite stranicu za razgovor ako imate komentare i pitanja u vezi s člankom. Kada radovi budu gotovi predložak će ukloniti suradnik koji ga je postavio na članak! Predložak može svatko ukloniti ako 6 sati nije bilo promjena u članku i njegovoj stranici za razgovor. |

Nogometni klub Kočevje (NK Kočevje; Kočevje) je nogometni klub iz Kočevja, Regija Jugoistočna Slovenija, Republika Slovenija. 
 
U sezoni 2024./25. seniori Kočevja su se natjecali u Regionalnoj Ljubljanskoj ligir, ligi četvrtog stupnja nogometnog prvenstva Slovenije. 

## Vanjske poveznice
- (slov.) nkkocevje.si
- (slov.) nkkocevje.wordpress.com
- Nogometni klub Kočevje , Facebook stranica
- (slov.) prvaliga.si, KOČEVJE (PLT)
- (slov.) nzs.si, KOČEVJE (3. SNL Center)
- (slov.) nzs.si, KOČEVJE (3. SNL Zahod)
- (slov.) nzs.si, KOČEVJE (Pokal / MNZ Ljubljana)
- (engl.) sofascore.com, NK Kočevje
- rezultati.com, Kočevje
- (engl.) transfermarkt.com, NK Kocevje
- (engl.) footballdatabase.eu, Kocevje
- (lit.) futbolas.lietuvai.lt, NK Kočevje